# Naldemedină
Naldemedina (cu denumirea comercială Rizmoic) este un medicament ce acționează ca antagonist al receptorilor opioizi μ, fiind utilizat în tratamentul constipației induse de opioide. Calea de administrare disponibilă este cea orală.

## Utilizări medicale
Naldemedina este indicată pentru tratamentul constipației induse de opioide, la pacienți adulți care au fost tratați anterior cu un laxativ.

## Mecanism de acțiune
Naldemedina este un derivat de naltrexonă, însă prezintă o catenă mare hidrofilă, ceea ce înseamnă că trece foarte greu prin bariera hematoencefalică. Astfel, își manifestă efectul de antagonist al receptorilor opioizi μ, reducând efectele adverse manifestate de opioide în afara sistemul nervos central (constipația, în principal), dar fără să
influențeze efectele analgezice asupra sistemului nervos central.